# 新亞中學
新亞中學（英語：New Asia Middle School，簡稱：NAMS），是位於香港九龍靠背壟農圃道的一所津貼中學。該校為新亞書院遷往沙田馬料水，成為香港中文大學一間成員學院後，新亞書院創辦人錢穆在農圃道前書院校址開辦的一所非牟利中文中學，以繼承新亞書院辦學精神，培養學生的「新亞人素質」。
現時該校以中文作為主要教學語言，開辦中一至中六級各四班。歷任校董會成員包括新儒家哲學家兼新亞書院創辦人唐君毅、漢學家余英時、教育家沈亦珍、歷史學家孫國棟、新亞書院前院長梅貽寶、資深傳媒人香樹輝等。

## 學校行政
該校創辦人為史學家錢穆。國學大師牟宗三以及徐復觀則為協助創辦該校的委員會成員。現時該校由新亞教育文化有限公司主辦。2007年按《香港教育條例》成立法團校董會，以有效地促進校政發展。
於1970至1980年代，漢學家及中華民國中央研究院院士余英時、教育家吳俊升與沈亦珍、歷史學家孫國棟、嚴耕望與唐君毅、香港中文大學哲學系榮休教授唐端正、嶺南大學前校長陳佐舜、新亞書院前院長梅貽寶及黃國芳、語言學家兼西密歇根大學常務副校長黎天睦、商人許讓成以及紡織界人士劉漢棟曾為校董會成員。香港投資銀行家及傳媒人香樹輝及教育界人士劉智輝（1992年起，至2010年代之前為止）也曾是該校的校董。而從2021年9月起，新亞中學新設第3位副校長崗位。
歷任校董會主席
| 年份            | 姓名       | 備註                     |
| 1973年 - 1982年 | 黃國芳先生 | ，首任主席               |
| 1982年 - ？     | 李祖法先生 | ，新亞文商書院第二任校監 |
| ？ - 1993年     | 唐端正先生 |                          |
| 1993年 - 2001年 | 許濤先生   |                          |
| 2001年 - 2010年 | 劉智輝先生 |                          |
| 2010年 - 2023年 | 屈啟秋先生 |                          |
| 2023年至今      | 范少偉先生 |                          |

歷任校監
| 年份            | 姓名       | 備註                                                           |
| 1973年 - 1983年 | 孫國棟先生 | 首任校監                                                       |
| 1983年 - 1993年 | 唐端正先生 | 由校董會主席李祖法委任                                         |
| 1993年 - 2001年 | 許濤先生   |                                                                |
| 2001年 - 2010年 | 劉智輝先生 | 聖公會曾肇添中學的前校長，1992年開始至2010年代擔任新亞中學校董 |
| 2010年 - 2023年 | 屈啟秋先生 | 由校長升任，提早離任，與該校前校董龐憶華為同屆中學同學         |
| 2023年至今      | 范少偉先生 | ，原聖公會林護紀念中學助理校長及數學老師                       |

歷任校長
| 年份            | 姓名       | 備註 |
| 1973年 - 1993年 | 許濤先生   | 擔任校長早期兼任校內的中文及中國歷史科教師。                                                              |
| 1993年 - 2001年 | 劉煥英女士 | 擔任校長前為校內的生物科教師及教務主任，首位由主任級教職員直接升任校長的老師。                            |
| 2001年 - 2010年 | 屈啟秋先生 | 1973年畢業於香港中文大學新亞書院歷史系，擔任校長前為校內的歷史科教師及教務主任。                          |
| 2010年 - 2019年 | 黃惠庭女士 | 1988年畢業於香港中文大學新亞書院中文系，擔任校長前為校內的中文科教師、副校長及教務主任。 提早退休（53歲） |
| 2019年至今      | 梁淑貞女士 | 由副校長升任，擔任校長前為歷史科老師。                                                                    |

歷任外務副校長
| 年份            | 姓名       | 備註               |
| 1973年 - 2009年 | 岑冠明先生 | 首任副校長         |
| 2009年 - 2019年 | 梁淑貞女士 | [ 37 ] [ 38 ]      |
| 2019年 - 2021年 | 李慧敏女士 | [ 39 ]             |
| 2021年至今      | 呂君研女士 | ，原為課外活動主任 |

歷任內務副校長
| 年份            | 姓名       | 備註 |
| 1973年 - 2009年 | 黃華占先生   | 首任副校長，該校前獨立校董                                                                                      |
| 2009年 - 2010年 | 黃惠庭女士 | 該校第二任內務副校長一職本來由該校前訓導主任堵綏豐先生出任， 但及後因健康理由辭任，由黃惠庭女士擔任副校長一職。 |
| 2010年 - 2014年 | 鄭國富先生 | [ 43 ] |
| 2014年至今      | 卓桂瑛女士 | [ 44 ] |

歷任副校長
| 年份       | 姓名       | 備註   |
| 2021年至今 | 李慧敏女士 | [ 40 ] |

## 學校歷史

### 籌備過程

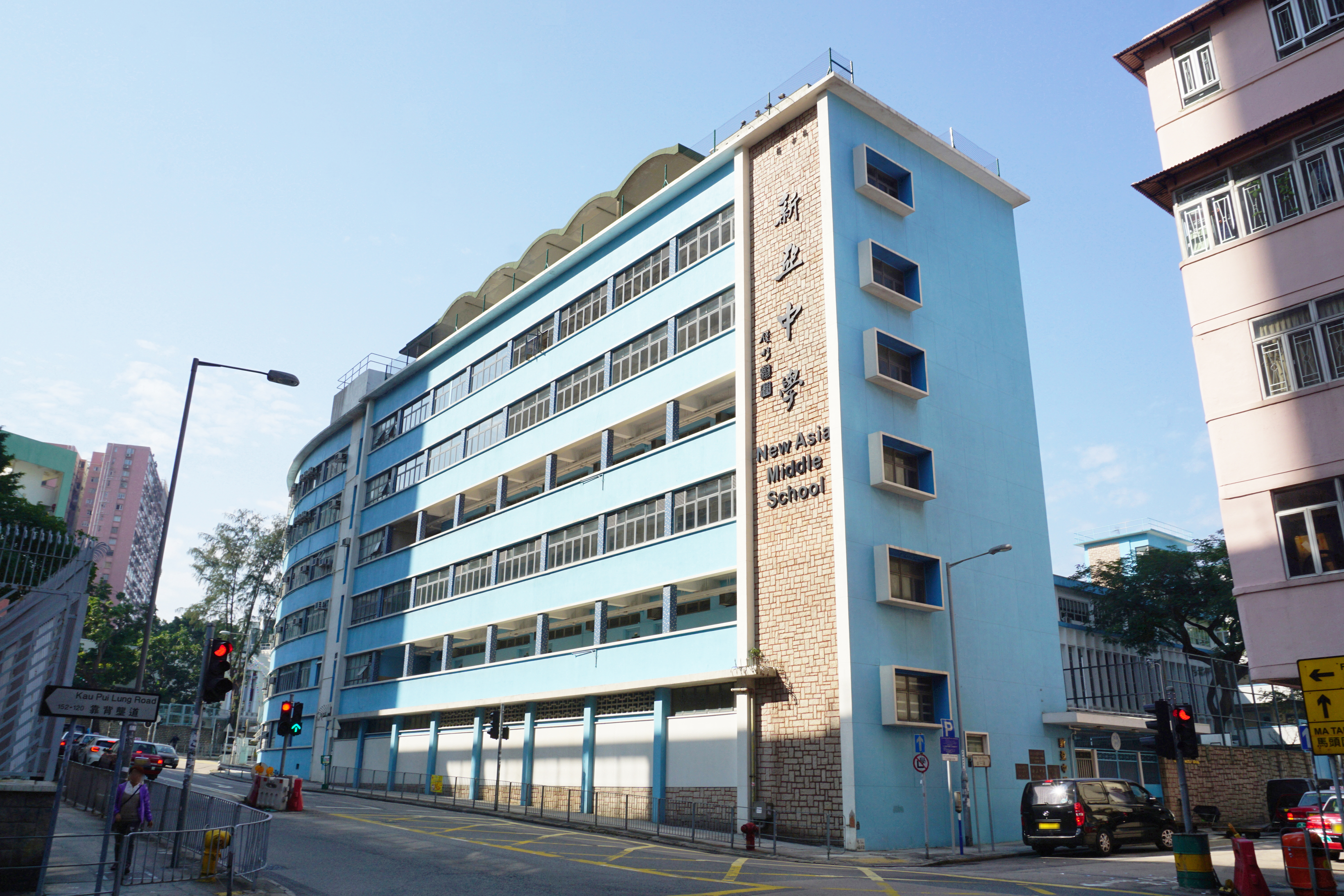
牆上「新亞中學」是由創校人錢穆題字

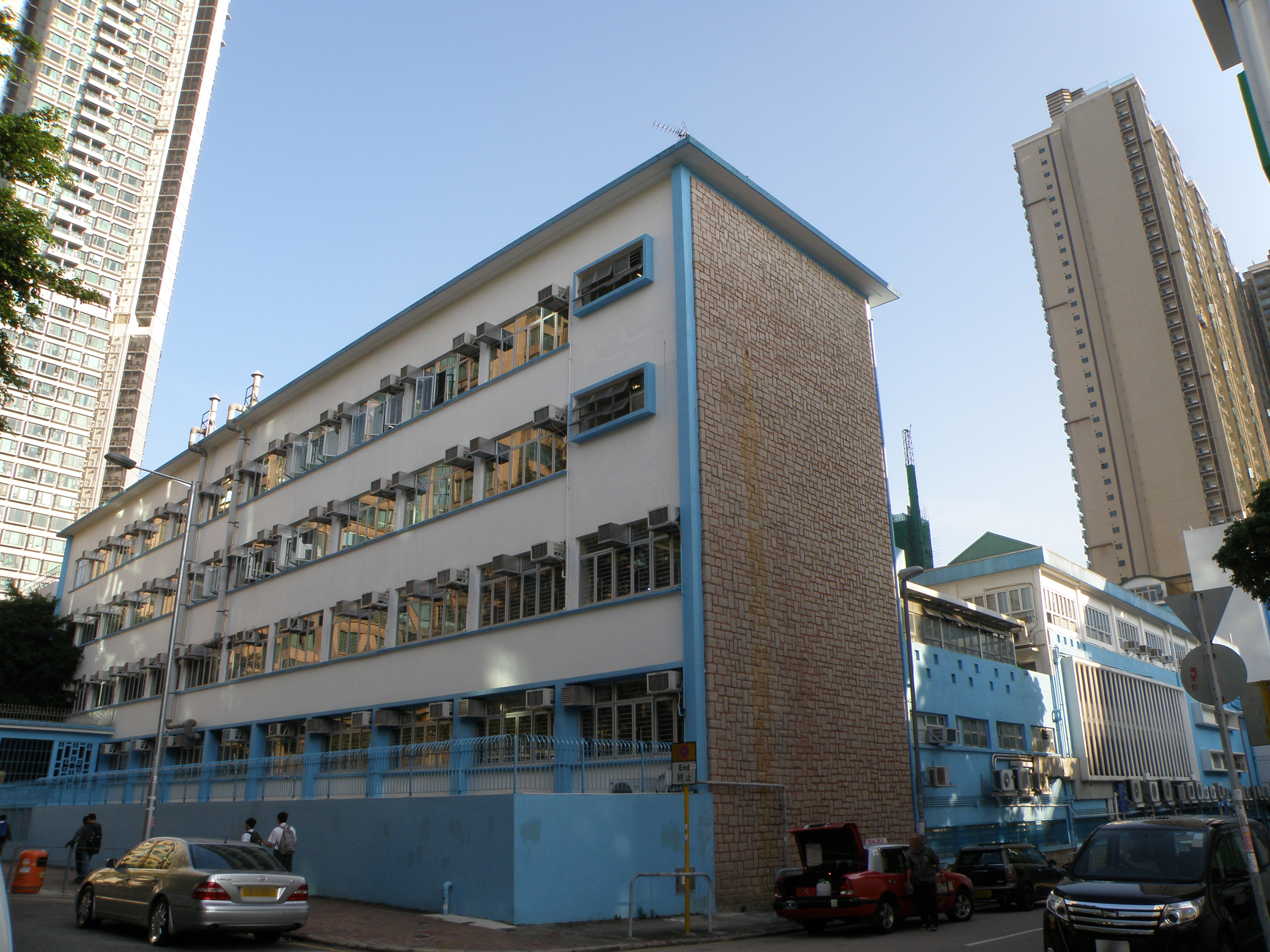
新亞中學西北面（農圃道位置）教學樓A座為最早落成之校園建築，新亞研究所也設於該樓

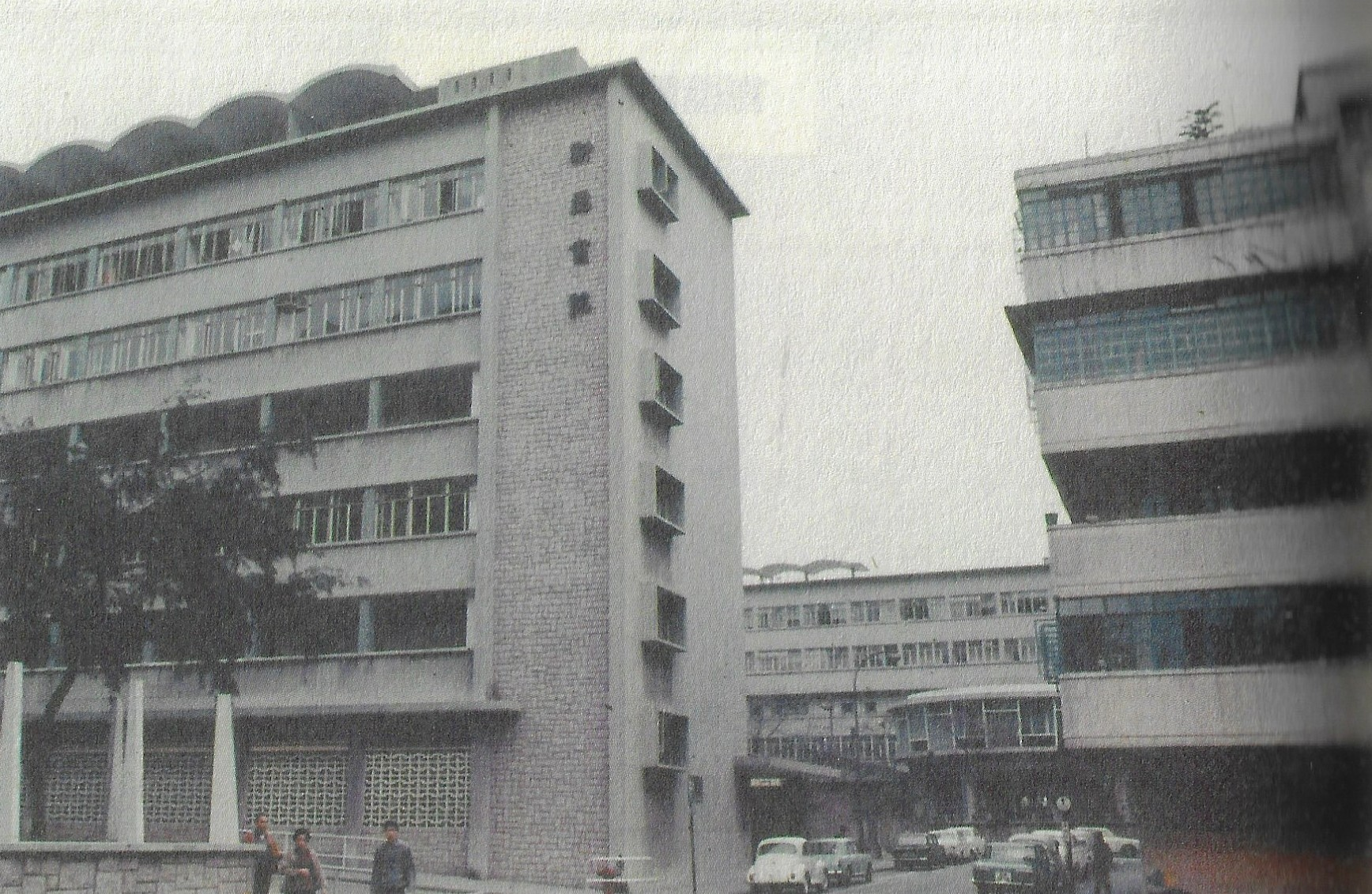
新亞中學沿用新亞書院農圃道校舍，至2012年暑假之前外牆色調保持不變

在1953年新亞研究所成立之後，時任教育司高詩雅訪問新亞書院時向錢穆表示希望新亞書院能夠開辦一所中文中學。錢氏到了1958年同意其時有意把益豐搪瓷廠遷址至荃灣的商人，董之英的提議 ─ 設校遠市。本來選中荃灣一幅背山面海的地皮（北面向山，南面向海）作為合適地點，屬意聘用沈亦珍出任校長，並打算向政府申請興建中學校舍。不過因為當時新亞書院校務發展迅速，加上另一參與討論建校想法的教育家沈燕謀不同意設校於荃灣 ─ 理由為該處仍然是工廠區域，學生數目不多。而且居民多為樓宇租客，未必可以讓校方儲夠學費用以償還教育司署借出的貸款。再者政府正準備協調組成香港中文大學，這都令錢穆暫時擱置計劃。
1963年新亞書院成為香港中文大學成員學院後，書院董事會根據錢穆計劃與教育司多次商討，結果取得一致共識，認為辦學不應忽視基礎培育，於是建議在新亞書院遷往沙田馬料水後，在原農圃道校舍開辦一所非牟利的中文中學，使新亞書院的理想，通過新亞研究所和新亞中學兩個不同層面的教育發展。
1963年11月26日，新亞中學計劃委員會成員錢穆、沈亦珍、吳俊升、董之英以及雅禮協會董事蕭約召開第一次會議決定開辦中學的計劃，向教育署申請註冊。當時，因香港中文大學原意希望將校舍按照計劃，用作校外進修部（今香港中文大學專業進修學院）校址，迫使政府要求新亞中學要在不足一百日籌備時間之內在九月正式開學，否則校舍會另撥用途。新亞書院前董事長唐炳源（1967年至1971年出任，於洽談轉讓合約中途病逝）與繼任的董事長李祖法（1971年至1978年）是當時負責與港英政府簽訂轉讓合約的人士。
1966年9月，非牟利團體「香港中文大學新亞書院校友會學校有限公司」獲政府許可註冊，使新亞中學的籌建工作得以持續進行。學校原擬命名為「香港中文大學新亞書院校友會學校」，該非牟利團體於1967年3月假農圃道新亞書院校舍舉行賣物會籌款建校，出任贊助人的賢達有一眾建校委員會委員、史學家牟潤孫、時任新亞書院文學院院長兼英文系主任張葆恒、時任書院商學及社會科學院院長兼經濟系主任張丕介、中國會計教育家楊汝梅、實業家梁寒操、史學家羅香林共11位人士。
1968年，新亞書院校董會改組，並於兩年後改選新亞中學計劃委員會的成員，將註冊校董人數增加至9人（包括李祖法、吳俊升、沈亦珍、余英時、唐君毅、黃國芳、劉漢棟、孫國棟以及許濤）。未改組前，計劃委員會的委員只有李祖法、董之英、唐君毅、羅怡基、黃國芳以及許濤六人。其後，委員會成立非牟利組織新亞教育文化會（1970年10月註冊之新亞教育文化有限公司）以滿足當年法律的要求，即申請撥地建校的必須是非牟利組織。同時，亦能使用新亞書院在農圃道的舊校舍。不久新亞教育文化會辦理轉移校產和選出校長、校監及九位中學註冊校董。直至新亞書院於1973年暑期遷出，舊校舍改建成為中學校舍的規格。同年9月5日，新亞中學就在新亞書院農圃道的校舍正式開辦，隸屬於新亞教育文化會轄下教育機構之一。校慶日期為9月28日。而創校成員孫國棟為該校1973至1983年間的校監。
在改建為中學校舍時需要的經費問題上（包括打拆工程、購置中學適用傢俱及教具、建築繪圖及劃界等工作），新亞書院前董事長兼商人（香港金錢牌熱水瓶廠及益豐搪瓷公司創辦人）董之英（1965年至1967年）於1960年捐出港幣28萬元。與此同時，錢穆向教育司接洽貸款112萬元以完成改建過程，並由身兼校董的建築師伍秉堅負責簽則。至於該校與新亞研究所共用部分校舍方面，該研究所早在1950年代隨同新亞書院遷址農圃道。但自從香港中文大學於1967年成立「中國文化研究所」後，新亞研究所董事會因經費及理念問題反對併入該研究所。港督麥理浩於1973年同情研究所可能退出香港中文大學後，沒有校址繼續辦學，所以就把農圃道校址交給董事會成員。及後新亞教育文化基金會先創立新亞中學，繼而再辦新亞文商書院（1981年），以承襲新亞書院的教育理想。新亞研究所由1953年辦學至今未曾遷離，新亞文商書院亦然。

### 政府資助與發展
新亞中學由創校至今一直推行母語教學。1979年9月1日該校由按額津貼中學轉為政府津貼中學。因為1979年政府有見學生成績優良，所以邀請該校接受轉為全部津貼中學，分3年由按額津貼轉為全部津貼。
1992年9月，該校改中六預科制度為兩年制，學生自此參加香港高級程度會考。1998年成立了家長教師會。1999年8月10日，時任行政長官董建華到訪該校，並對該校學生的香港中學會考成績及辨學宗旨查詢甚詳。在接下來的十年，學校曾被教育局報告連續 8 年（2000年至2008年）評為正增長中學。

### 校園發展

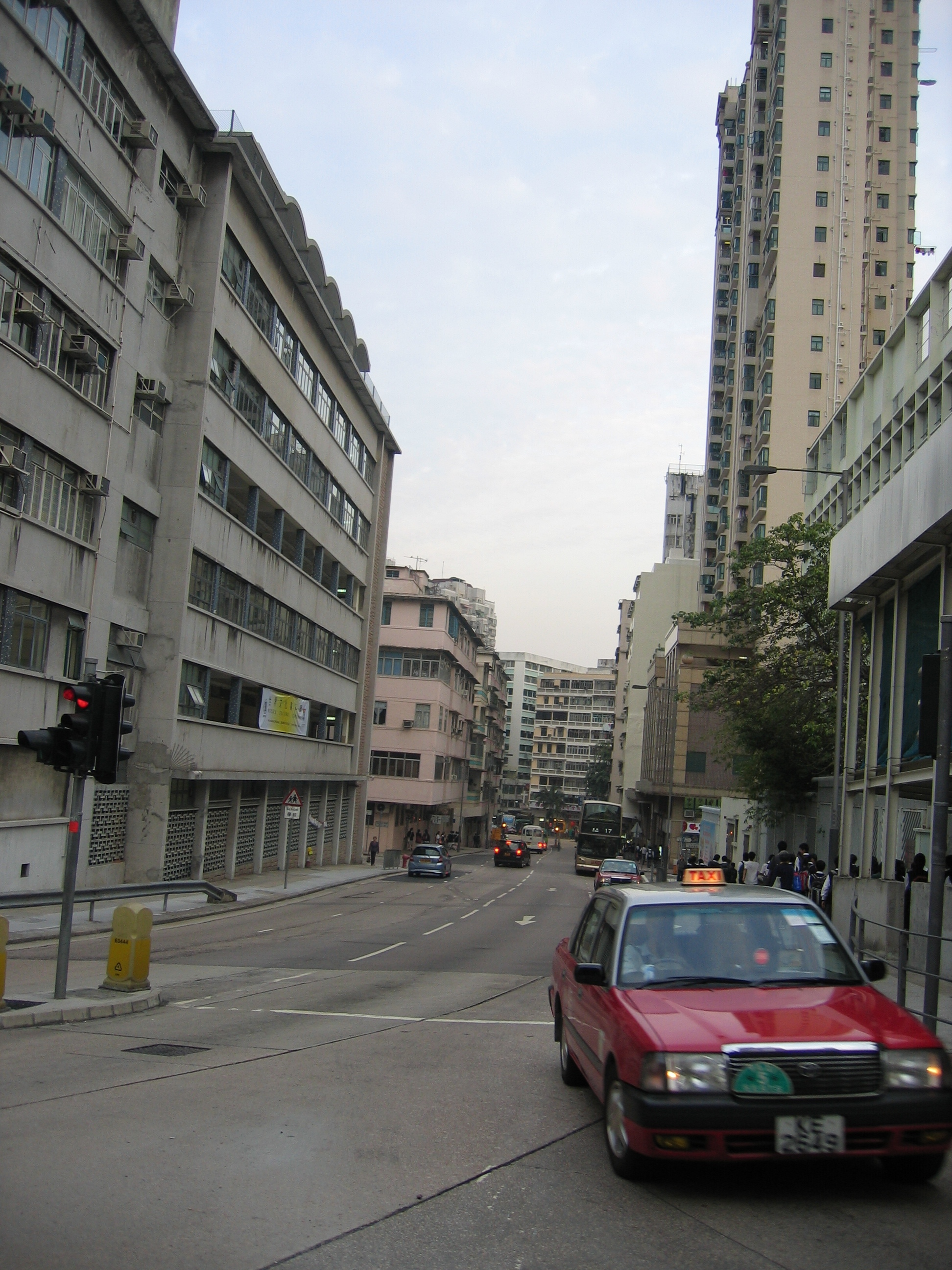
新亞中學外牆未髹成藍白色之前的外貌（左方，2006年）

學校雖然沒有宗教背景，然而校內早於1999年10月有校友會會長自發發起「新亞中學團契」活動，至今仍有聚會。
2008年，新亞中學成立優等生協會（Outstanding Student Association），進行優等生培訓計劃。2010年10月13日，該校舉行了孔子像開光儀式，並邀請了孔子像的捐贈者 ── 香港孔教學院院長湯恩佳博士擔任主禮嘉賓和舉行專題演講。同年起設立「音樂日」，又設「英語大使」向全校學生推廣英語活動。就考勤紀錄而言，該校早於2010年全面使用智能考勤拍卡系統。

2011年10月該校推行「漂書計劃」，透過放置學生及老師選擇或捐出的書本入漂書站內，從而推廣閱讀風氣。

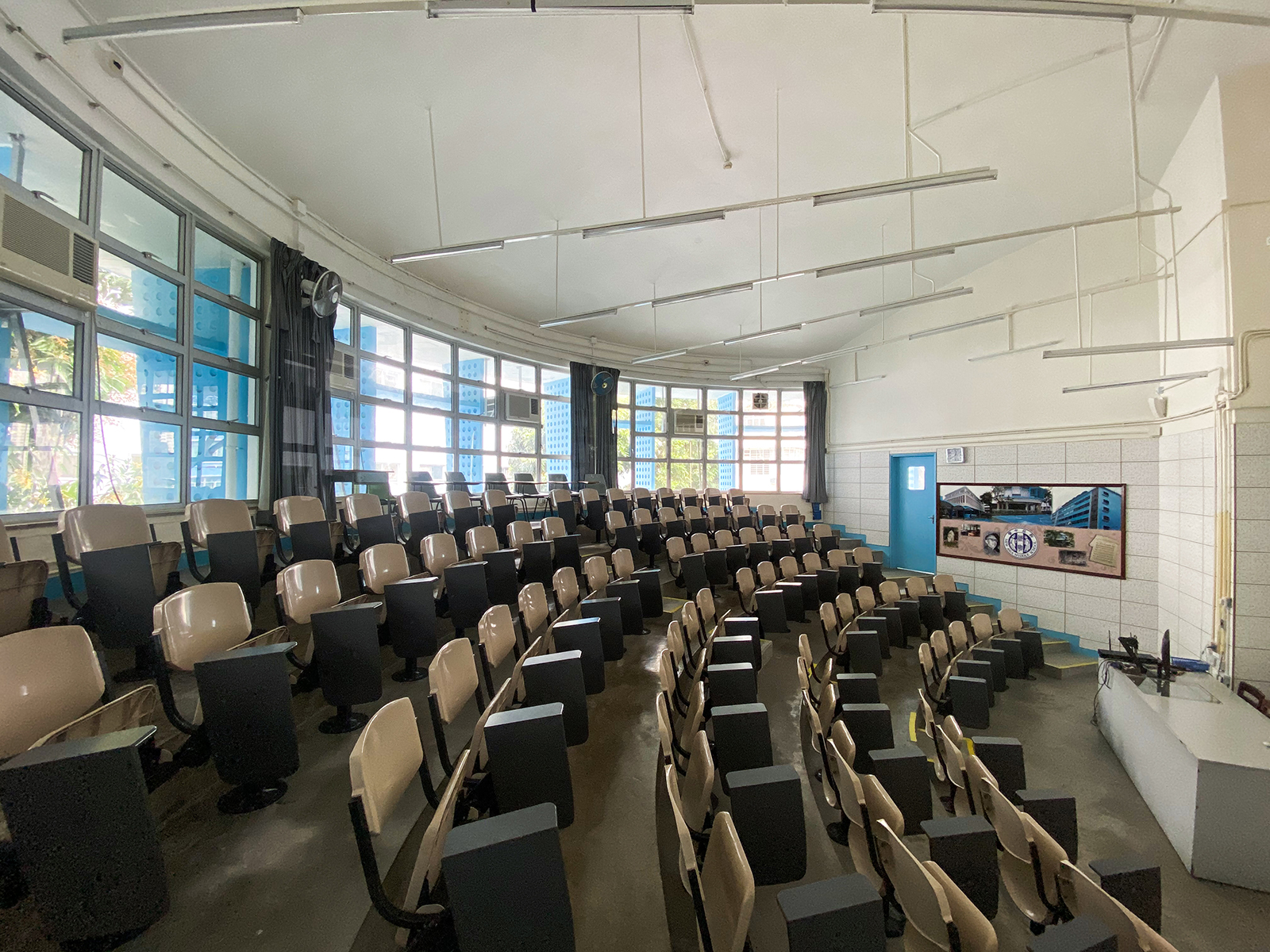
新亞中學圓亭演講廳

2012年6月1日，新亞中學時任校監劉智輝與主禮嘉賓香港中文大學新亞書院校董陳志新博士於學校圖書館內為校舍模型舉行揭幕禮，該日同為第35屆畢業典禮舉行的日子。2012年香港高級程度會考完結後，該校因為修讀人數少的關係停止開辦中國文學科。同年9月起，該校學生可以選擇穿著新設計或舊款式的黑色的校褸以及四社運動服。由創校時已設計的藍色厚校褸則被淘汰。
2016年，時任教育局副局長楊潤雄於5月17日到訪該校，與學生代表及教師代表會面交流，並就當前教育議題交換意見。校方考慮到保安問題便於校舍內安裝閉路電視。又因2016年學校的夜班校工友退休，而於2017至2018學年起聘用警衛公司負責夜間的校園保安事宜。
2018年5月，有教師向傳媒投拆學校教師會向老師收取「病假代課金」，而教師其後需要補回因病缺課的節數。有關款項用於聚會、聚餐、賀金及帛金等福利事宜。曾有資深教師於2017年年底舉行的教職員大會中表達反對意見，但教員最終表決後通過維持收費。事件被揭發後，校長黃惠庭否認有份作出決定，並承認此做法沿用多年。教育局接獲消息後已促請校方將意見轉交教師會以檢視安排。
2019年2月至6月，校方與香港中文大學新亞書院藝術系學生以「薪火承傳」為主題，在天光道學校外牆繪畫有關新亞書院籌建歷程的壁畫。同年9月至12月，適逢中大新亞書院70週年校慶，新亞書院與此校合作舉辦「結隊向前行-新亞書院七十週年歷史展覽」，共舉辦四日的公眾導賞活動，並由大學派出的「新亞青年學人」學生大使帶領。2021年，校內校園電視台開幕。

## 學校校舍

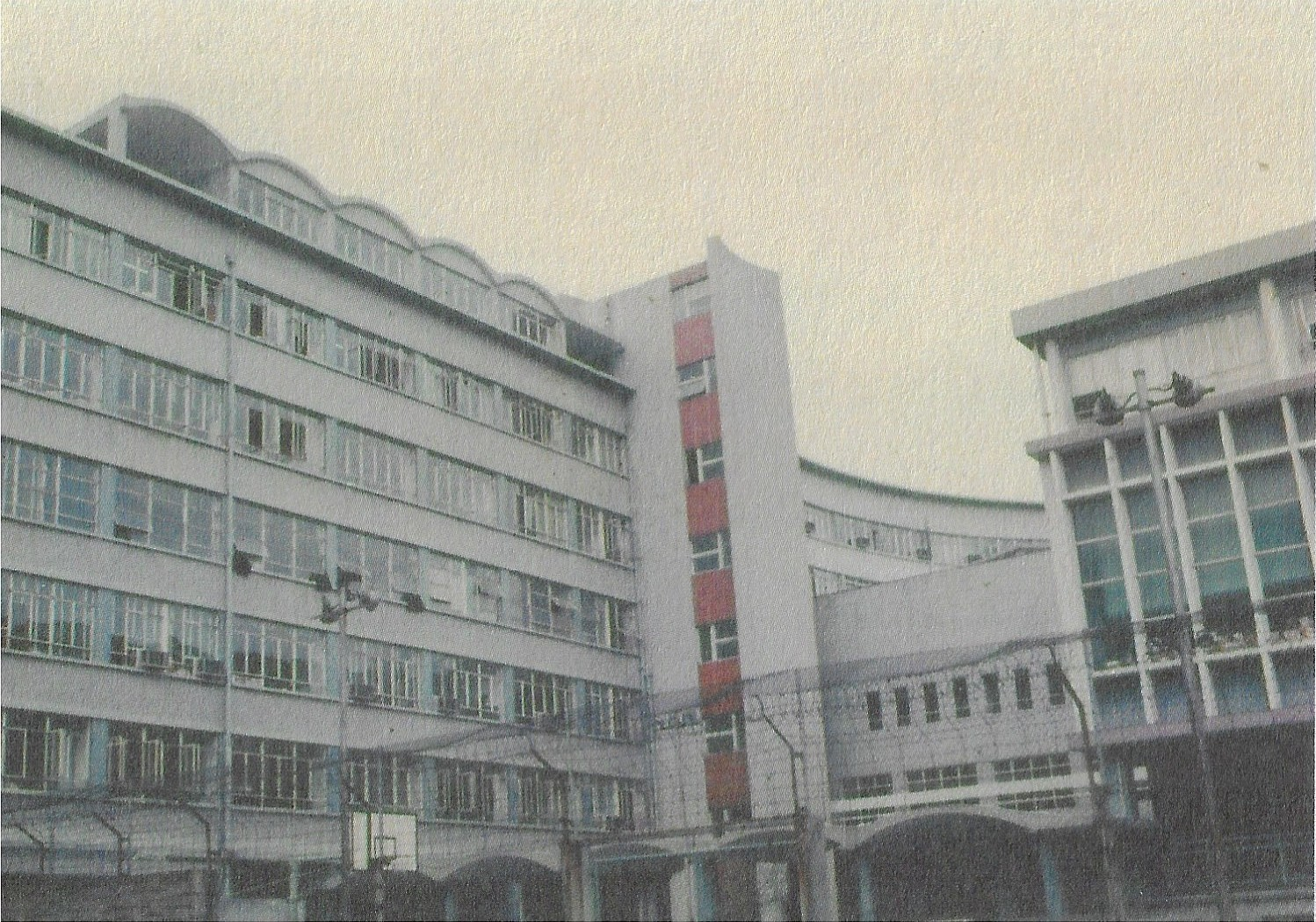
新亞中學B座教學樓、C座教學樓、禮堂及圖書館外觀。1972年至1973年對兩座教學樓進行改建工程時主要改動內部間隔與佈局。

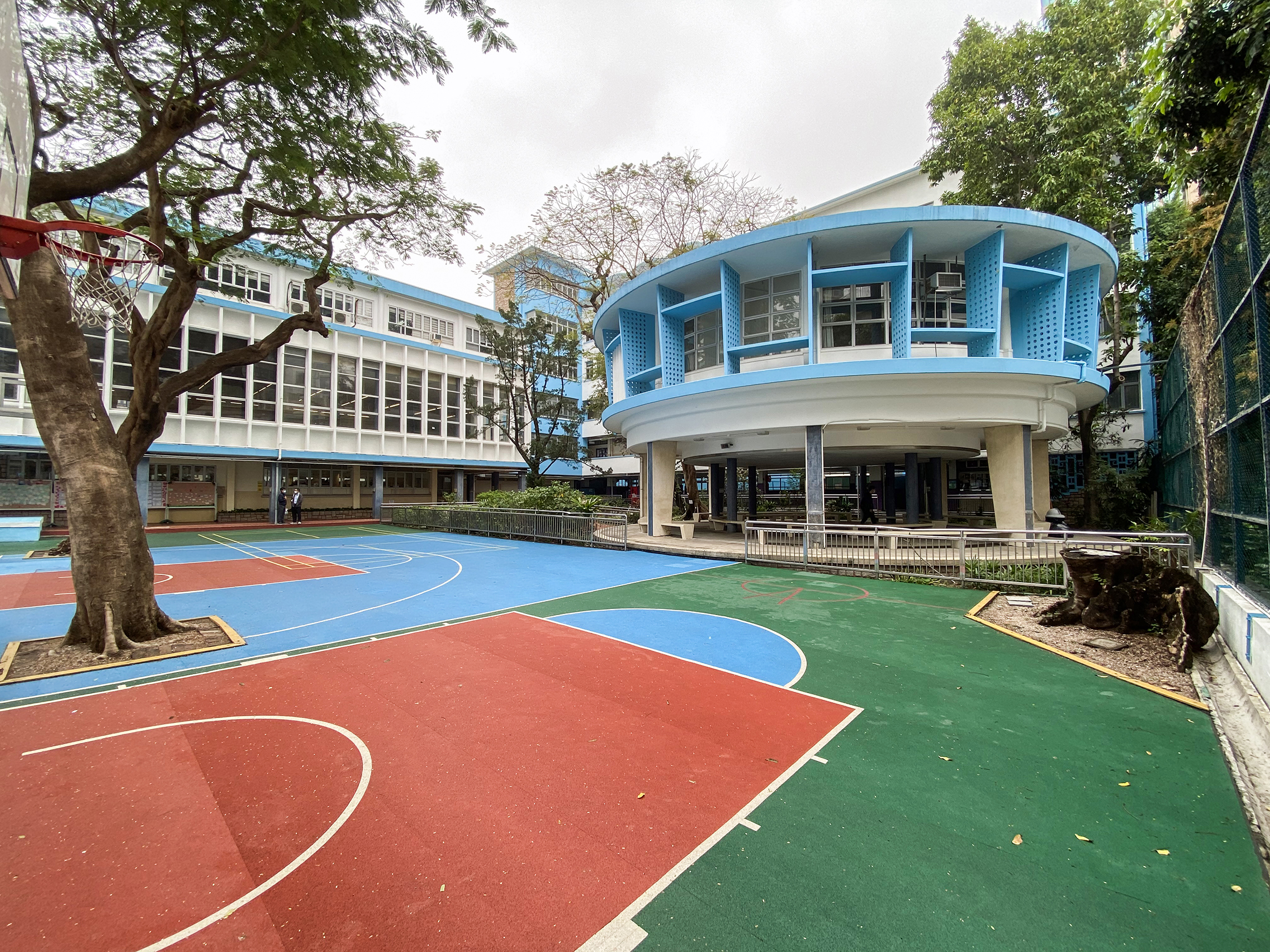
新亞中學內之圓亭設施帶有現代主義風格，為全港中學獨有

該校校址為九龍農圃道6號。校舍佔地13,000平方米，面積偌大。校舍原屬香港中文大學新亞書院，自新亞書院遷入沙田馬料水大學校園後，校舍便成為今日新亞中學的校址。新亞中學現時校舍建於1955年至1956年間。

### 校舍設計與組成
該校的校舍是由中國近代著名建築師、南京國立中央博物院的設計者與香港建築師學會的創會會長徐敬直所設計。該校沒有採用混合「中國式」特徵的建築風格，而是帶有現代主義風格，以功能主導，線條簡約流暢，重視空間安排，極具特色。校舍自1956年落成至今，保存完好。最初落成之際，只有一幢校舍教學樓、圖書館以及圓亭，晚間借予聯合書院第二分校使用。校舍改建工程後於1976年7月竣工，1988年得到教育司署允許把合一道鐵絲網校舍圍牆改建為石牆。
學校校舍由A座、B座、C座、圓亭以及圖書館大樓組成。在校園的A座旁邊有一個全香港中學之中獨有的圓亭，原為理學院實驗教室，而圓亭上層部份則有2間教室。A座是整個校園建築群之中最早落成的部分。B座是第二期擴建工程的主要目標，由雅禮協會於1959年概捐18萬美元協助興建而成。C座是第3期擴建工程計劃項目。在圖書館大樓內，圖書館於1974年11月展開改建工程，與自修室和新亞研究所相連。校園內共有7部鋼琴，大半由校友所送贈。學校有一籃球場及一紅階磚走廊。在校園綠化方面，校園內置有中藥園以及溫室，皆由園藝組的負責老師規劃管理。
校園內的「誠明」花圃有一個文物囊，是於1998年二十五周年校慶時設立的。為使學生在較佳的校園環境學習，該校於2009年起陸續更新不同的設施，如生物室、物理室等。2011年，該校在其校園外牆掛上由錢穆親自提字的校名。2012年8月，該校在校園外牆及內牆塗上淺藍色。又更換校園內的桌椅設施以及合一道校門樓梯的紅階磚以防止因地面濕滑而令學生摔倒。2013年，該校為慶祝40週年校慶，設立校史室，位於C座1樓禮堂對面。

### 錢公柳與鳳凰木
該校誠明花圃中的楊柳，又名「錢公柳」，是由該校的創校人錢穆於1965年向香港中文大學請辭後在該花圃作最後演講後親自栽種，以作紀念。及後楊柳的樹幹蛀滿白蟻和蟲，只剩下樹根和樹皮。幾經多番除蟲工作，楊柳曾回復原貌。及至2024年，第一代錢公柳不敵蟲害和颱風吹襲，校方決定把它移除。同年7月，在錢穆之長孫女、北京語言大學教授錢婉蒞臨校園見證下，校方重新種植第二代錢公柳，又將第一代錢公柳切割打磨砌成為一塊紀念牌匾。
此外，學校的羽毛球場上有數棵鳳凰木，每逢春天便會開花。惟羽毛球埸上近圓亭的一棵鳳凰木因為樹榦蛀蝕嚴重，並且有倒塌危險，所以該校已於2017年4月18日跟從驗樹報告的建議展開移除程序。鳳凰木原先位置現為國旗旗杆基座佇立點。

### 校舍設施
校舍內的設施如下：
| - 33個課室 - 2個多用途教室 - 2個圓亭教室 - 陶藝室 - 語言室 - 木工室 - 音樂室 - 視藝室 - 學生會室 - 文化教室 - 紅十字會室 - 設計與科技室 - 四社用品貯存室 - 3個電腦室 | - 4個實驗室 - 1個生物實驗室 - 1個物理實驗室 - 1個化學實驗室 - 1個綜合科學實驗室 - 1個多媒體學習中心 - 校務處 - 校長室 - 2個副校長室 - 會議室 - 1個教員室 - 接待室（教員室內） - 訓導主任室（教員室內） - 教務主任室（教員室內） - 教員休息室（教員室內） - 教員電腦室（教員室內） | - 1個地庫 - 2個更衣室 - 1個資源室 - 1個校史室 - 家長教師會資源室 - 2個社工室 - 2個體育室 - 2個校工休息室 - 16個雜物貯存房 - 新亞研究所教室、辦公室 - 圓亭 - 溫室 - 技工房 - Band 房 - 小食部 - 飯堂 - 中藥園 | - 誠明藝廊 - 誠明花圃 - 英語角 - English Cafe - 學生活動中心 - 禮堂（雙層） - 圖書館 - 自修室 - 通識教育角 - 升學就業輔導角 - 1個雨天操場 - 1個小舞台（雨天操場內） - 1個籃球場 - 1個羽毛球場 - 1個劇社房 - iStudio |

### 圖書館與研究所

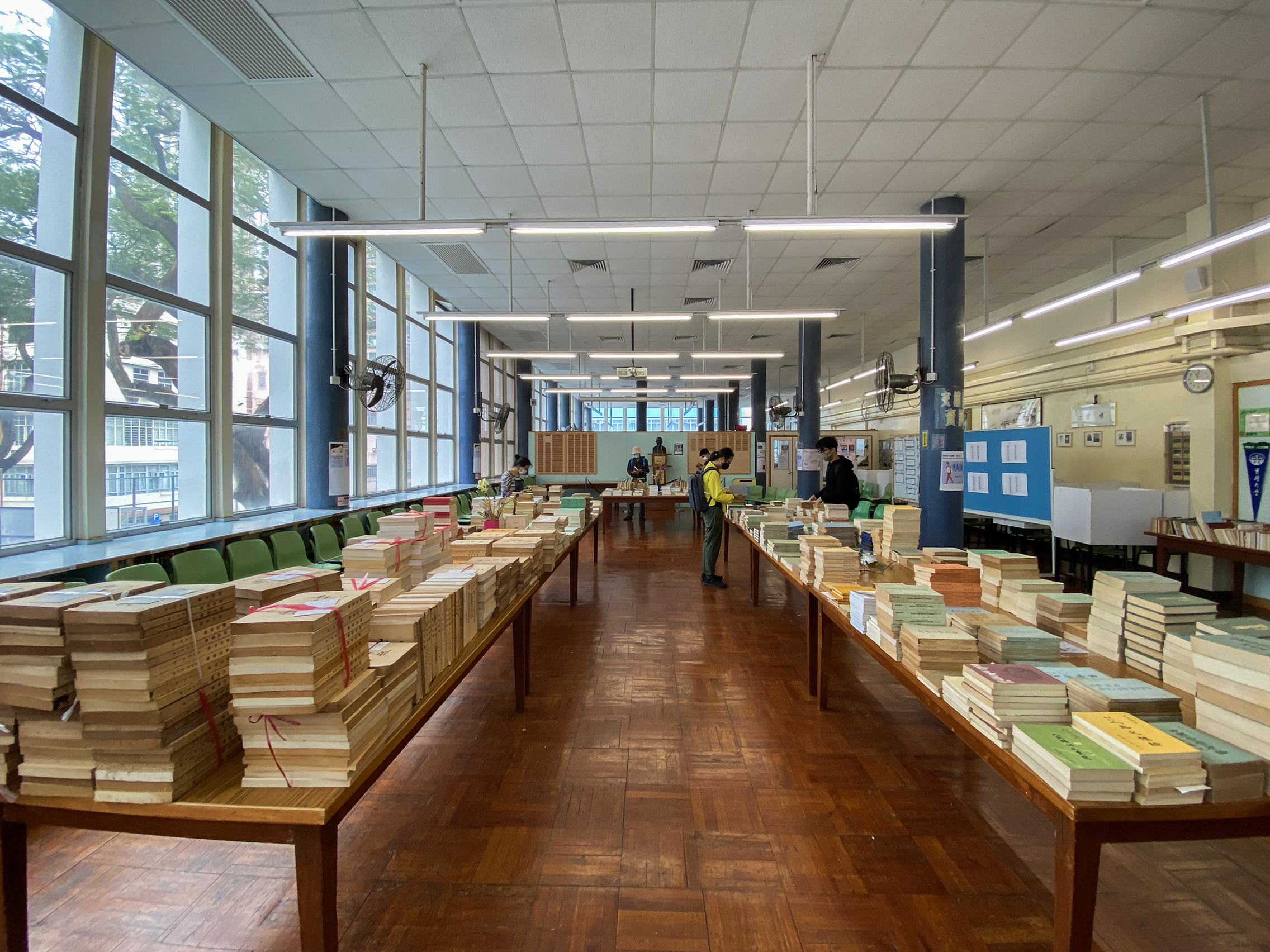
圖書館自修室內貌

該校除一般中學應有的基本設施外，尚有可容納200餘學生的圖書館。該校的圖書館、圓亭與A座大樓為1956年新亞書院農圃道校舍的一部分，是美國福特基金會資助未搬遷的新亞書院在農圃道興建新校舍時的建設。館內分為藏書室及自修室。校方於2005年7月16日在自修室部分為錢穆像進行了揭幕典禮。而銅像的題款人是已故著名歷史學家孫國棟，即是創校時的其中一名校董。
整個圖書館是該校的學習設施，與校內的新亞研究所相通。研究所分為兩層，第一層為主要收藏文史書籍及舊文獻（部分為一式兩份，複本為香港中文大學圖書館藏書，已於1973年後遷出）的圖書室，而第二層是研究室。該校的圖書館實際上是與研究所的第二層相通。新亞研究所的閣樓部分除了有藏書室之餘，亦都有一間房間收藏了唐君毅的藏書以及其生前所用的書桌。

## 學校資料

### 辦學宗旨及校名
新亞中學繼承新亞書院辦學精神，恪守該院創辦人錢穆發揚中國文化，復興中國倫理道德的理想。又強調「新亞人素質」。校名「新亞」包含新的亞洲之意。

### 校徽與校訓
新亞書院自1955年起徵求新校徽，其時後為石硤尾徙置區22座天台小學信義學校校長、新亞書院舊生黃祖植負責設計構思。他原模仿古鏡背面的圖案，以漢墓出土石像人物兩相對立作為基本式樣，兩個人物中間附上「人文」二字，整個校徽形狀呈圓形。當新亞書院校董會初審後，校董沈燕謀提議根據南宋趙明誠著作《金石錄》中的漢墓出土畫像石上第2層的孔子見老子圖刻像，代替黃祖植設計的人物圖案。孔子見老子圖所指的就是孔子問禮於老子的情況。最後新亞書院接納了沈氏建議的校徽設計，校徽中間改為鑲上校訓「誠明」二字。而後錢穆跟一眾創校校董敲定成立新亞中學細節時，以新亞書院校徽作基礎，依照該式樣去微調，變成了現時新亞中學的校徽。
「誠明」二字見於《中庸》。
《中庸》:
|  | 誠者，天之道也。誠之者，人之道也。 |

|  | 自誠明，謂之性。自明誠，謂之教。誠則明矣，明則誠矣。 |

「誠」是德性行為方面的；「明」是知識暸解方面的。「誠」是一項實事，一項真理；「明」是一番知識，一番暸解。以此兩字作為校訓，是訓勉學生要把為學做人視為同等重要的事業。

### 校歌
該校校歌的作曲者為已故台灣音樂家黃友棣，而作詞人則為唐君毅。部分歌詞主要參照中國文學作品《禮記》和《論語》。

### 班級結構
在剛創校的時代，中一至中三分為忠、孝、仁、愛、信、義、和、平，合共8班，中四中五各有5班（忠、孝、仁、愛、信）分別為文科3班、理科2班。1977年增辦中五級分文、理2組，該校當時共有34班，到了1982年中一年級由8班減至7班。1989年9月年因中三評核試成績優良，校方獲教育署准許轉為中一至中五各有6班的平衡班級結構，當中中一7班減至6班，中四5班增至6班，同時中六至中七級各設3班（忠、孝、仁（2文1理）），1993年才增設中七年級。隨學位減少，初中至中五每級只剩餘最多五班（忠、孝、仁、愛、信）加預科年級四班。中一年級自1990年代初減至6班，中四年級則由5班增至6班。後因應自願優化班級結構計劃的推行，中一級自2011-2012年度起減去信班，各級只餘下四班（忠、孝、仁、愛）。自2013至2014年度開始，該校將中四年級的班別名字都更名為信、義、和、平。
現在的中一至中六各有四班。中一至中三級的班別為：忠、孝、仁、愛（A、B、C、D），中四至中六級的班別為：信、義、和、平（E、F、G、H），例如1A為「一忠」、4H為「四平」等。

### 校園活動
校方推行多項措施提昇學生的自學能力：例如「農圃獎勵計劃」。為使中一學生解決家課上的疑難，該校每年都會舉辦「中一輕鬆問功課」計劃。為讓被記缺點的學生改過自新，又自2001年起推行「銷過計劃」。該校的陸運會慣常在每個學年的上學期的10月或11月舉行。每年除夕為該校「文化日」，全校師生均進行課室大掃除，及有寫揮春大賽。此外，該校每年都會有傑出學生選舉。文教活動亦涵蓋歷史科，每年舉辦「成功人物扮演比賽」。該校曾在校外連續獲7屆校際獨木舟比賽冠軍。學校的劇社自1996年起參加話劇公開比賽，曾多次獲得校外獎項。
另外，基於歷史因素，香港中文大學新亞書院亦會不定期與此校合作，在該校禮堂合辦文化講座。

### 獎學金
該校的獎學金多以紀念參與創校之人士來命名。由1973年至今，絕大部分提供的恆常及已取消的獎學金項目包括：誠明獎學金、學藝優異獎學金、最佳進步獎學金、優秀學生獎學金、傑出運動員獎學金、新亞中學獎學金、協安公司獎學金、劉漢棟先生獎學金、李祖法先生紀念獎學金、趙冰先生紀念獎學金
、錢穆先生紀念獎學金、孫國棟先生獎學金、唐君毅先生紀念獎學金、張丕介先生紀念獎學金、吳俊升先生紀念獎學金、沈亦珍先生紀念獎學金、彭鑑冰老師獎學金、謝婉卿老師紀念獎學金、岑冠明副校長獎學金、黃華占副校長獎學金、鄭國富副校長獎學金、張之慧校友獎學金、梁玉寧校友獎學金、黃愛儀校友獎學金、梁家發校友獎學金、許呂錦治女士紀念獎學金、屈晞庭紀念獎學金、梁家發校友服務獎學金、梁家發校友農圃獎學金、蘆葦獎學金、星島學業成績最顯著進步獎（1989年起、已取消）、余鑑明先生紀念獎學金（已取消）、張楠昌先生紀念獎學金（已取消）、九龍城區傑出學生入圍獎（已取消）、母親節父親節全校學生徵文比賽獎學金（1979年由張威麟捐出，已取消）以及孔聖誕暨教師節全校學生徵文比賽獎學金（1979年由張威麟捐出，已取消）。

## 團體組織

### 四社
社制始於1973年，校內設有4個社：
| 社       | 顏色           |
| 博       | 紫色（Purple） |
| 文       | 黃色（Yellow） |
| 約       | 紅色（Red）    |
| 禮       | 藍色（Blue）   |
| 校友代表 | 綠色（Green）  |

### 活動組織
該校除了一般學會外，創校初期至2000年代期間只有一個制服團隊─九龍第63旅男童軍團隊（1975年12月成立）。現時還設有一個制服團隊─紅十字青年團 YU 312，於2010年成立。
| 興趣組 | 興趣組(2) | 服務組 | 運動組                                                                                                 | 學術組                                                             |
| --- | --- | --- | --- | ------------------------------------------------------------------ |
| - 劇社 - 合唱團 - 樂隊（Band） - 牧童笛隊 - 木笛隊 - 無伴奏合唱隊 - 敲擊樂團 - 箏樂團 - 園藝小組 - 視藝學會 - 音樂學會 - 電腦學會 | - 陶藝班 - 跆拳道班 - 魔術班 - 管樂團 - 敲擊樂團 - 中國書畫班 - 日語興趣班 - 體育舞蹈小組 - 經濟學會 - 棋藝學會 - 歷史學會 - 地理學會 - 設計與科技學會 | - 升旗隊 - 領袖生團隊 - 少年警訊 - 公益少年團 - 社會服務團 - 優等生協會 - 紅十字青年團 - 「新連心」新移民團隊 | - 籃球隊 - 足球隊 - 乒乓球隊 - 羽毛球隊 - 體育學會 - 田徑及越野賽跑隊 - 劍擊校隊 - 游泳校隊 - 武術小組 | - 中文學會 - 英文學會 - 普通話學會 - 公民教育學會 - 數學及理科學會 |

## 意外事件
中七男生輕生
2003年2月23日，該校一名二十歲中七商科班男生洪可斌疑因考試壓力大於秀茂坪寶達邨達欣樓住所內吊頸身亡。他被送院搶救後證實不治。校方之後作出善後輔導師生情緒。
中一男生遇交通意外
2008年4月3日4時半，天光道向馬頭圍道方向的交通燈位正值紅燈，該校兩名分別十三歲姓陳及十四歲姓吳的中一男生不依交通規則穿越車罅橫過馬路。兩人其後遭一輛沿天光道往亞皆老街行駛的空載的士撞倒，陳姓男生頭部受傷，胸骨碎裂；而吳姓學生則右腳骨折斷。事後時任校長屈啟秋在週會上以此意外告誡學生小心過馬路。
中四女生墮樓
2011年9月27日，該校一名16歲以兼職賺取生活費及品學兼優的中四孝班女生洪愷蔚於凌晨下班回家後，疑欲再外出會友慶祝生辰被家人阻止、溝通出現問題。至清晨就以纖幼尼龍繩綁手，在所住唐樓4樓寓所越窗沿外牆游繩地面，但中途尼龍繩不勝負荷折斷，她凌空墮樓，頭部重創身亡。於事件發生當日，校方接受傳媒採訪，並啟動危機小組安排心理學家輔導學生。翌日，該校一連數天在校內設立大壁報板讓學生憑弔悼念。而其朋友在社交網站Facebook成立「為洪同學報上深切的哀悼及祝福」群組。網上亦有創作人憑詩弔唁。
|  | 《沁園春‧洪愷蔚祭秋魂》 阮創庭 長別蘭亭，秋風秋雨，愁煞伊人。 凝萋萋荒冢，迷迷煙壘， 欲揮離緒，盈淚霑巾。 問爾何由？含辛茹苦，未報劬勞父母恩。 空餘恨，繫愁情千縷，遙隔音塵。 誰憐紅粉天真，半餉自由換卻終身。 念世間無數，悲情離恨， 天涯濃夢，海角輕勻。 來日重回，傾懷细訴，心曲驪歌枕上聞。 相思調，寄一聲珍重，寥慰秋魂。 |

中四女生感染肺炎
2013年11月，該校一名就讀中四年級的女生林純淨證實感染嚴重肺炎，肺功能只餘下三成且呼吸衰竭，情況危殆。由於正值肺炎鏈球菌傳播期，事後該校即時通知衞生署及教育局，並在學校課室消毒。但姓林女學生於2014年4月22日因右邊心臟衰竭不治。學校隨後安排追思會以作悼念。此前於2013年12月2日，HERO藝人籃球隊球員，包括隊長藝人許家傑、領隊阿感（黎國輝）、周志康、周志文、陳安立、羅天宇、陳偉洪、香港甲一隊籃球員司徒偉傑等曾探訪該校，並與學校的籃球隊進行友誼賽。此舉目的在於切磋球技以及為林純淨拍攝短片打氣以表關心。

## 校友
新亞中學校友會於2002年成立，以下為部分校友資料。
演藝界
- 李力持（1978年中五、1979年中六）：香港電影導演、演員、前仁濟醫院董之英紀念中學獨立校董（2008年起）[139][140][141][註 28]
- 黎繼強（1976年中三）：香港電影及電視製作人[142]
- 陳偉邦（1978年中五、1979年中六）：香港藝術家、前香港正形設計學校校長、香港藝術學院高級講師及藝術專業文憑課程統籌[121][140][141][143]
- 吳家麗（1978年中三）：香港女演員[144][145]
- 葉偉信（1979年中三）：香港電影導演[146]
- 陳小春（陳小臻）（1980年至1981年中一）：香港男歌手、演員[147]
- 謝君豪（1982年中五）：香港男演員[註 29]
- 林遠迎（1993年中五）：香港男演員[149]
- 洪金潑（1994年中五、1996年中七）：香港電視劇導演、編導及監製[150][151]
- 陳羅超（1996年中七）：香港電影製片及監製、無限動力創辦人兼董事總經理、香港電影發展局委員[151]
- 楊德賢（1997年中五）：香港多媒體設計師、2015年「香港十大傑出設計師」及2014年度大中華傑出設計大獎得獎設計師[152]
- 劉俐（2002年中一至2006年中四）：前香港女演員[153]
- 曾頌珊（曾慧忯）：香港女藝人及模特兒[註 30]
- 韋彤（江怡）（2010年中五）：前香港女演員[155]
- 唐詩勁（李洛鈞）（2010年中五、2012年中七）：香港YouTuber、前毛記電視藝人[156][157]
- 趙頌宜（趙綺琪）（2020年中六）：香港無綫電視女藝人[158]

商界
- 余大弟（1978年中五、1979年中六）：前中國飛機租賃（01848）首席風險官及財務官、前南順集團（香港）（0411）財務總監、前王氏國際高級企業財務副總裁[113][140][141]
- 李鋈麟，BBS，JP（1978年中二輟學）：前東華三院主席、北京市政協委員、香港中文大學新亞書院校董、比富達資產管理及民惠食品有限公司主席[159][160]
- 招廣林（1979年中五）：前美維控股資訊科技副總裁[161]
- 李僖昇（1979年中五、1980年中六）：香港銀行同業結算有限公司副主管（資訊科技基建）[140][141]
- 李喬明（1982年中五）：陽光房地產投資信託基金總經理[162]
- 王正強（1983年中三）：香港上市公司科地農業控股（8153）獨立非執行董事、香港蔬菜同業聯會副會長
- 譚炳棋（1983年中五）：美國上市公司 Unity Technologies（英语：Unity Technologies） 業務拓展總監（香港及澳門）[163]
- 楊和新（1984年中六）：香港生力啤酒廠高級生產經理[164]
- 黃兆良（1985年中五）：服務通有限公司行政總裁及創辦人、神秘顧客服務協會主席、「微笑企業」籌委會主席、全球微笑報告香港及澳門地區發佈者[165]
- 何尉聰（1986年中五）：凱西醫藥首席業務運營官、前諾和諾德大中華區企業副總裁、前葛蘭素史克糖尿病業務銷售總監[165]
- 袁蔚明（1991年中五）：南韓三星集團旗下上市公司第一企劃（Cheil）上海分部執行創意總監、前美國跨國廣告公司李奧貝納廣告北京分部執行創意總監[166]
- 曹綺微（1991年中六）：香港人壽業務總監[166]
- 王競強（1993年中五、1995年中七）：前皓天財經集團財務總監兼公司秘書、前中國置業投資財務總監、前港灣數字產業（合一投資控股）公司秘書、上市公司獨立非執行董事[149][167]
- 端木禮書（1994年中七）：華潤（集團）財務部助理總監[150]
- 簡耀邦（1997年中五）：前譽宴集團財務總監兼執行董事 [152]
- 周維臨（1997年中五）：S.A. Group集團（香港商槿尚國際）創辦人[151]
- 祝穎儀（1997年中五、1999年中七）：香港尖沙咀凱悅酒店宴會統籌總監[168]
- 范思亮（2000年中七）：精進微生物科技有限公司（G-NiiB）行政總裁[169]

公共事業、政治及宗教界
- 羅振南，IDSM（1978年中五）：前香港特別行政區維護國家安全委員會副秘書長、前入境事務處副處長[170]
- 呂晶器（1978年中五）：天主教澳門教區耶穌會前院長、西望洋創作協會會員大會主席、前澳門海星中學校董會主席兼校監以及前澳門利瑪竇中學校監[140]
- 羅仁禮，MH，JP：民眾安全服務隊處長
- 李若愚，JP：前通訊事務管理局通訊事務副總監（廣播）與電影、報刊及物品管理副專員、前運輸及房屋局首席助理秘書長（運輸）[註 31]
- 林國輝（1983年中五、1984年中六）：香港文化博物館總館長[171][172][173]
- 馮傳宗（1989年中五、1990年中六）：香港公務員總工會主席[174]
- 施能熊（1994年中五、1996年中七、1997年（重讀）中七）：民建聯觀塘支部副主席、前觀塘區議會啟業選區議員[150][151]
- 蘇志豪（1994年中五）：西九龍總區交通特遣隊警員 （於2008年奧運電單車護送期間殉職[175]）[150][176]
- 郭玲麗（1998年中七）：香港立法會選舉管理委員會界別議員（2022年至2025年）、民建聯葵青支部社區主任[177][178]

教育、學術及文化界
- 郭永恆（1978年中五）：明愛樂進學校校監、前明愛樂義學校校長[170]
- 李北成（1978年中五）：美國加州大學柏克萊分校天文學系研究員[140]
- 范少偉（1978年中五、1979年中六）：新亞中學第六任校監[179]
- 梁子威（1979年中五、1980年中六）：香港中文大學數學系高級講師、前香港中文大學數學系副教授[140][141][180]
- 胡國安（1979年中五）：英國威爾斯卡迪夫大學工程學院榮譽客席教授[181][182]
- 余國良（1981年中五）：香港中文大學當代中國文化研究中心副主任[75][183][184]、前香港大學香港人文社會研究所副所長
- 余國柱（1981年中五）：僱員再培訓局副行政總監（業務發展及傳訊）、前職業訓練局副執行幹事及前工商管理學學術總監、香港專業教育學院黃克競分校前院長[141][185]
- 薛開嫻（1981年中六）：香港大學專業進修學院金融商業學院高級課程主任 / 學院首席講師[184]
- 盧曼華（1982年中五）：前福建中學（小西灣）校長[162]
- 蕭芷苓（1982年中五）：前保良局方譚遠良幼稚園校長[184]
- 余惠冰（1982年中六）：香港教育大學教育政策與領導學系高級講師[172][186][187]
- 馬木池（1982年中六）：前香港中文大學歷史系講師兼香港中文大學比較及公眾史學文學碩士課程總監[172]
- 鄭永昌（1983年中五、1984年中六）：國立故宮博物院圖書文獻處副研究員兼科長[172][173]
- 黃惠庭（1984年中六）：新亞中學第四任校長[173][188]
- 林仲強（1986年中五）：聖方濟各大學設計學系系主任暨平面設計高級講師、明愛白英奇專業學校設計學系系主任[189]
- 吳聲展（1986年中六）：宣道中學校長[189]
- 梁淑貞（1988年中五、1989年中六）：新亞中學第五任校長[190]
- 趙志訥（1990年中五）：聖方濟各大學湯羅鳳賢社會科學院助理教授（心理學）[191]
- 李燕瓊（1990年中五、1991年中六）：香港都會大學護理及健康學院副院長（學與教）暨教授、英國國王學院醫院 Cicely Saunders Institute 訪問學者[192]
- 徐霞（1995年中五、1997年中七）：前香港中文大學中國語言及文學系講師[150][151][193]
- 蔡金杯（1995年中五、1997年中七）：香港都會大學教與學發展處高級多媒體科技經理[150][151]
- 孔雅欣（1996年中五）：香港浸會大學附屬幼稚園校長[167]
- 蒲俊毅（1999年中七）：將軍澳培智學校校長[194]
- 李偉展（1999年中七）：香港教育大學副教務長及科學與環境學系副教授、2024年史丹福大學全球首2%頂尖科學家名單入選者[194]
- 劉喜儀（2000年中五、2002年中七）：前香港浸會大學國際學院人文及語言學部專業中文課程講師[195]
- 布琮任（2004年中七）：倫敦政治經濟學院國際歷史系副教授[196]
- 張譽允（2004年中七）：香港珠海學院中國文學系專任助理教授[197]

社會福利、資訊科技界
- 李志雄（1976年離校）：基督教香港信義會社會服務部行政會成員與前康復及社區服務服務總監
- 彭威兒（1984年中五、1985年中六）：新生精神康復會行政主任、前博愛醫院人力資源部總監[165][173]
- 郭義聰（1990年中五）：香港基督教女青年會青年及社區服務總主任、前上水官立中學獨立校董[198]
- 王輝利（1996年中五）：英國上市網絡安全公司 Darktrace（英语：Darktrace）香港區技術總監[199]
- 勵娜（1996年中七）：勞工顧問委員會委員、香港社會福利服務從業人員協會會長、第4至第6屆重慶市政協委員、2015年行政長官社區服務獎狀得主[152]
- 關振楠（1998年中五）：加拿大上市信息管理系統公司 OpenText 香港及澳門區銷售總監[200]
- 蕭倩文（2001年中五、2004年中七）：工業傷亡權益會總幹事[201][註 32]

其他界別
- 蔡舜玉（1986年中五）：香港攀登運動員[189]
- 鄧家濠（2002年中五）：香港JW萬豪酒店中菜部行政總廚[203][204][205]
- 沈豊軒（2012年中六）：前香港劍擊隊男子重劍代表隊成員[206]
- 沈豊泰（2015年中六）：前香港劍擊隊男子佩劍代表隊成員[207]

## 其他資料
- 樂善堂梁銶琚書院前任副校長劉添球曾在1982年至1986年間於新亞中學任教中文科[註 33]。
- 已故漢城1986年亞運會香港保齡球代表隊領隊堵綏豐先生，曾帶領隊員車菊紅於該屆亞運取得香港第一面的亞運金牌。他生前在該校任教英文科、任職訓導主任，2012年因病去世。[註 34]
- 香港作家、《博益月刊》前主編、《星島日報》前文化版及專欄版策劃及顧問、香港理工大學前中文及雙語學系助理教授黃子程曾在該校當教師。[20]
- 腦基礎學習培訓師、腦基礎教育學會主席、教育局小班教學學習圈導師及香港中文大學教育研究所兼職講師陳惠良曾在該校任教[138]。
- 香港版畫協會主席、藝術家呂慧珠曾為該校的視覺藝術科老師[208]。
- 深水埗桂林街曾有一所同名中學「新亞中學」[209]，下設附屬小學及幼稚園部[209]，由新亞書院畢業生列航飛擔任校監。但該校並非隸屬現時新亞中學的辦學團體 ─ 新亞教育文化基金會，只屬列氏在新亞書院遷址農圃道之後，購入桂林街校舍來營辦的學校[210]。
- 新亞中學聘用之首位外籍老師為 Mrs. Mary Vanessa Roberts[211][註 35]。第二任外籍老師為 Ms Gae Richards Butler[註 36]，第三位為 Ms. Hollie Krysten Ivany[註 37]。現時的外籍老師為 Mr. Dignadice Christian James De Cruzman[註 38]。
- 2013年，該校借出場地予無綫電視拍攝電視劇集《女人俱樂部》，學校在該劇中命名爲「聖羅蘭女子中學」[註 39]。2014年，該校再次借出B座校舍予香港電台拍攝節目《我的家庭醫生》第七集「飆機」。